# Phytothérapie
 (février 2023).
Ne doit pas être confondu avec phytoremédiation.

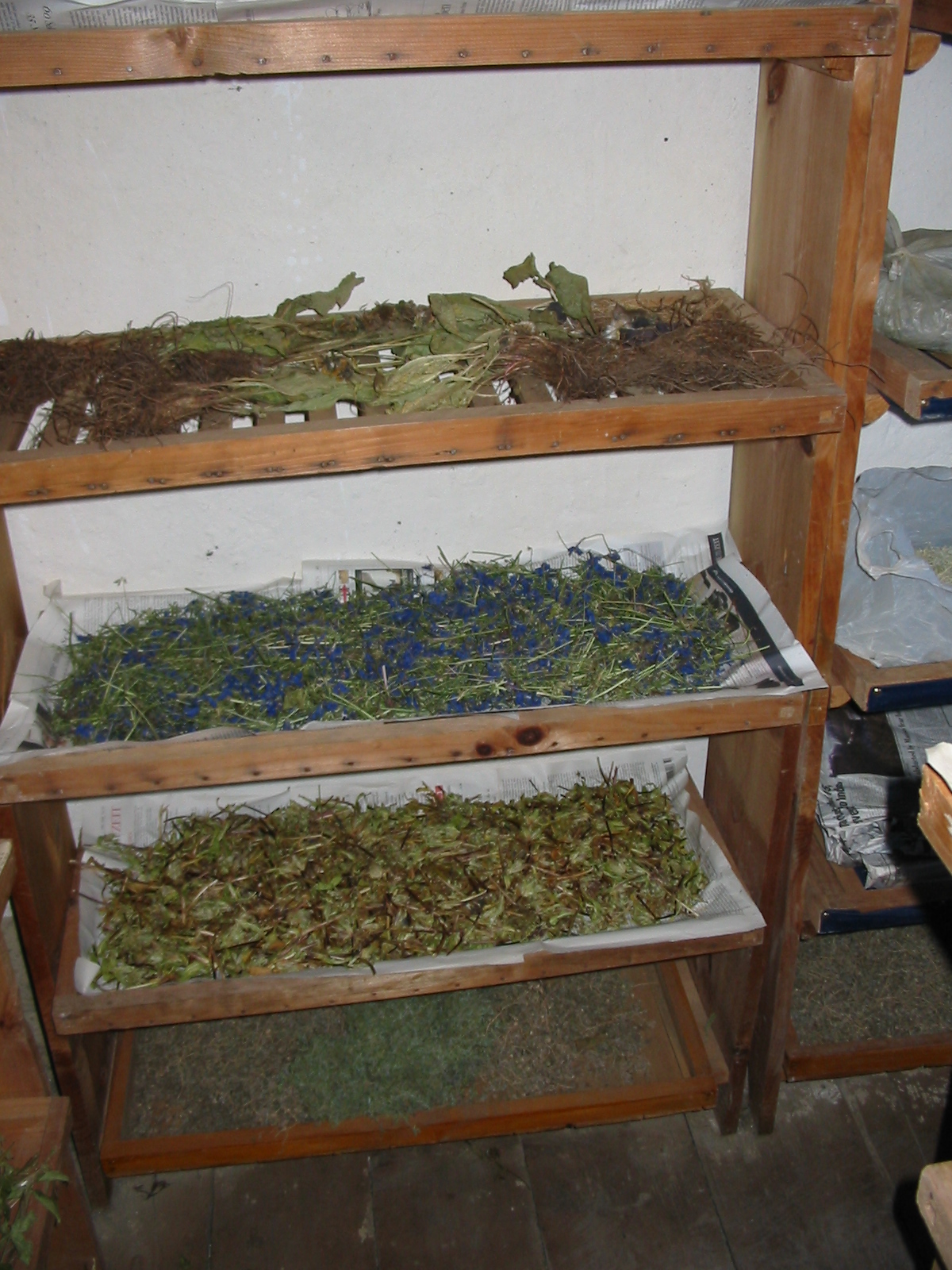
Séchage de plantes médicinales dans un centre de médecine traditionnelle tibétaine (Jarkot, Népal). Elles seront ensuite broyées en poudre fine et utilisées en tisane.

La phytothérapie désigne le traitement thérapeutique fondé sur les plantes, leurs extraits et les principes actifs naturels, dans le but de guérir, soulager ou prévenir une maladie.
Aujourd'hui, il existe une distinction entre deux concepts relatifs à cette médecine :
- d'une part la phytothérapie traditionnelle qui reprend des usages ancestraux et se consacre par une approche holistique aux effets de la plante dans sa globalité, et sur tout l'individu, en utilisant des préparations domestiques ou à plus grande échelle (consultation de tradipraticiens ou d'herboristes, achat de remèdes de tisaniers…), administrées essentiellement par voie orale (tisanes, infusions, poudres) ou voie externe (frictions, inhalations, cataplasmes, massages)[1].
 Cette médecine non conventionnelle est l'une des formes de traitement les plus anciennes qui continue à jouer un rôle important en Afrique, en Asie et en Amérique latine par l'usage de plantes médicinales[2] ;

- d'autre part la phytothérapie moderne, appelée aussi « phytothérapie rationnelle » ou « phytothérapie médicale » (termes introduits afin de se différencier de la médecine empirique traditionnelle), qui utilise des méthodes modernes d'extraction des principes actifs contenus dans les plantes médicinales, et valide leurs propriétés bénéfiques pour la santé par une approche scientifique d'analyses biochimiques et pharmacologiques appuyées par la puissance de calcul informatique[3], ainsi que par des essais cliniques[4]. Cette seconde approche reprend la méthodologie de la médecine fondée sur les faits, si bien que cette méthode de guérison basée sur les plantes est désormais connue sous le nom de « phytothérapie fondée sur les faits »[5].

Une distinction existe également entre préparations phytothérapeutiques et médicaments à base de plantes, ces derniers consistant en des principes d'extraction purs « et utilisables tels quels, ou après modification chimique, ou enfin isolés pour être ensuite synthétisés ». Ces molécules, à action pharmacologique importante, sont donc, contrairement aux remèdes phytothérapeutiques, « destinées à des indications thérapeutiques majeures ».

## Étymologie
Le terme « phytothérapie » (du grec phytos, « plante », et therapeuo, « soigner », a été introduit dans la première moitié du XXe siècle par le médecin français Henri Leclerc qui publia de nombreux article relatifs à l'utilisation de plantes médicinales dans la revue La Presse médicale, et est considéré avec le médecin allemand Rudolf Fritz Weiss (de) comme le pionnier de la phytothérapie moderne).

## Histoire et enjeux

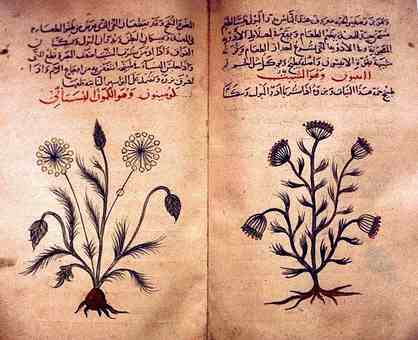
Description de l'usage du cumin et de l'aneth, À propos de la matière médicale de Dioscoride, copie en arabe de 1334.

Le premier texte connu sur la médecine par les plantes est gravé sur une tablette d'argile, rédigé par les Sumériens en caractères cunéiformes 3000 ans av. J.-C. ; ils utilisaient des plantes telles le myrte, le chanvre, le thym, le saule en décoctions filtrées.
Le Papyrus Ebers, du XVIe siècle av. J.-C. est le premier recueil connu consacré aux plantes médicinales. De loin le plus volumineux de l'Égypte ancienne avec « 110 pages », il fait référence à de plus anciens documents citant des dizaines de plantes accompagné d'un mode d'utilisation.
Les Grecs et les Romains utilisaient également de nombreuses plantes. On en retrouve des références, entre autres, dans l’œuvre de Dioscoride (médecin grec du Ier siècle) (cf. illustration), ou dans Histoire naturelle, ouvrage en 37 volumes de Pline l'Ancien qui dès l’Antiquité et jusqu’à la fin du Moyen Âge, a été copié de nombreuses fois.
En Europe, les plantes représentent l'essentiel de la pharmacopée jusqu'à la fin du XIXe siècle et l'avènement de la chimie moderne. Encore largement utilisées après la Seconde Guerre mondiale, elles furent ensuite supplantées par les médicaments de synthèse plus simples d'emploi. Par exemple, une étude de 2008 s'est attachée à étudier les résultats thérapeutiques de 63 plantes mentionnées comme ayant un pouvoir anti-rhumatismal dans des « herbiers » parus en Europe entre les XVIe siècle et XVIIe siècle. En résultat, l'étude a fait apparaître l'efficacité in vivo ou in vitro de plus de la moitié d'entre eux, et a conclu à la nécessité d'exploiter de façon systématique les données contenues dans ces parutions. De la même façon, les connaissances ancestrales des chamans et autres guérisseurs d'Amérique latine, d'Afrique ou d'Asie sont répertoriées en vue d'identifier les principes actifs des plantes médicinales. Ces recherches s'appuient sur des compétences développées par ces peuples, et, via le recours à des brevets, s'opposent à ce qu'ils en fassent un usage plus large, sans qu'ils en retirent une rémunération autre que symbolique. Ces pratiques sont dénoncées comme un pillage du capital génétique de ces pays ou populations, et donnent quelquefois lieu à des prises de conscience ou à des réactions comme dans le cas de la Bolivie.
En France, le diplôme d'herboriste a été supprimé en septembre 1941 par le gouvernement de Vichy. De 4 500 herboristes en 1941, il n'existerait plus qu'entre 15 et 50 herboristeries en France en 2018, tandis qu'en Allemagne ou en Italie[réf. souhaitée], on compte plusieurs milliers d'herboristes[Quand ?].

## Précautions d'emploi de la phytothérapie
Certaines plantes contiennent des principes actifs qui peuvent être extrêmement puissants, d'autres sont toxiques à faible dose. Le fait que l'on n'utilise que des plantes ne signifie pas que cela est sans danger, la culture libre ou l'utilisation de certaines plantes est interdite dans certains pays, le cas le plus courant étant le pavot somnifère dont la culture est réglementée en France et destinée à la seule industrie pharmaceutique.
La pharmacologie reconnaît l'action bénéfique de certaines plantes et s'attache donc à extraire le principe actif de ces plantes. La consommation « brute » de la plante induit la consommation d'autres produits contenus dans la plante que le principe actif, ne permettant ainsi pas de connaître la dose exacte de principe actif ingéré entraînant un risque de sous-dosage ou de surdosage.
La composition d'une plante peut varier d'un spécimen à l'autre, dépendamment du terrain, des conditions de croissance, l'humidité, la température ou l'ensoleillement, qui vont déterminer ce que l'on appelle en aromathérapie le chémotype.
Ainsi, il n'est pas recommandé d'utiliser des plantes d'origine douteuse, puisque les facteurs de pollution, la cueillette et les méthodes de conservation, de stockage… peuvent altérer les propriétés des plantes. Il convient d'éviter les plantes sèches vendues sous sachet transparent, car la lumière altère en partie leurs propriétés.
En Occident, la phythothérapie traditionnelle, non basée sur la médecine fondée sur les faits, est considéré par la communauté scientifique comme une médecine non conventionnelle comportant, selon les plantes utilisées, des risques de toxicité, d'interaction avec d'autres médicaments, ou de pollution par des produits chimiques ou métaux lourds,.
La phytothérapie moderne qui se base sur des preuves scientifiques sans récuser la tradition, fait appel aux recherches pour valider l'efficacité des principes actifs extraits des plantes mais les études et surtout les essais cliniques sont encore trop peu nombreux. Un des goulots d'étranglement dans les études sur les composés actifs des extraits de plantes, réside dans les variations qualitatives, ainsi que les variabilités phénotypique et génotypique des produits phytothérapeutiques, la diversité des méthodes d'extraction, les différences géographique et climatique qui affectent la teneur en principes actifs et/ou toxiques de ces produits, à l'origine  de résultats thérapeutiques différents et incohérents pour les patients.

## Méthodes: modes de préparation et modes d'administration

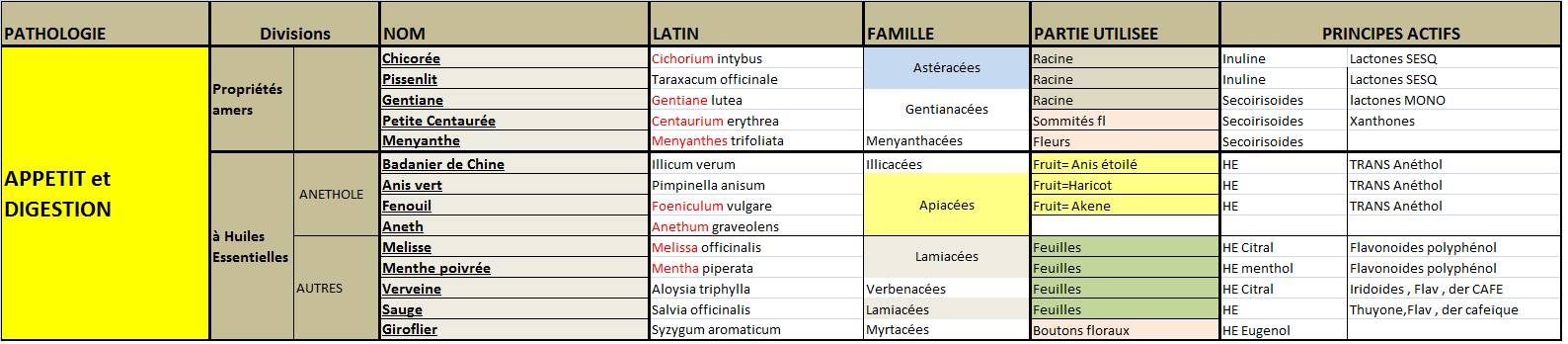
Plantes à propriétés digestives.

Il existe de nombreux modes de préparation des plantes ou des parties de plantes (décoction, infusion, tisane, jus, grattage, broyage, trituration, organe nature ou cuit, …). Ces préparations phytopharmaceutiques sont administrées essentiellement par voie interne orale (tisanes, infusions, poudres) ou voie externe cutanée, nasale ou buccale et éventuellement oculaire, auriculaire, vaginale ou rectale (applications, frictions, inhalations, cataplasmes-compresses, massages…).
Parmi les principales formes de préparation :

### Tisane
En phytothérapie traditionnelle, les plantes peuvent être utilisées fraîches ou, beaucoup plus fréquemment, sèches. C'est en général une partie bien précise de la plante qui est employée, en conformité avec les préconisations des pharmacopées (racine, feuille, fleurs, etc.), la composition chimique d'une plante étant rarement uniforme (voir Plante médicinale). Ces parties de plantes, entières ou finement broyées dans un sachet-dose (alias infusette), sont utilisées pour l'obtention d'une tisane que l'on peut préparer par infusion (on verse de l'eau chaude sur la plante), par macération (la plante est laissée plus ou moins longtemps au contact de l'eau froide), ou par décoction (la plante est laissée plus ou moins longtemps au contact de l'eau portée à ébullition).

### Poudres et gélules
Des procédés plus récents permettent de fabriquer des formes plus « modernes », en particulier des poudres, qu'elles soient obtenues par un broyage classique ou par cryobroyage. Ces poudres totales, qui peuvent ensuite être conditionnées sous la forme de gélule, ou autre forme, sont présentées par leurs adeptes comme représentant « l'intégralité » — le « totum » — du végétal. Cela n'est pas faux, mais cela doit être pris en compte en matière de sécurité : leur composition diffère de celle des tisanes traditionnelles (qui ne comportent en principe que les substances hydrosolubles de la plante), et l'on s'écarte donc de « l'usage traditionnel bien établi ». On ne peut donc pas exclure qu'elles conduisent à l'absorption de substances toxiques (ou à des concentrations trop élevées en actifs). C'est, entre autres, pour cette raison que la réglementation en vigueur en France demande, dans le cas des médicaments à base de plante (alias phytomédicaments, ou médicaments de phytothérapie) enregistrés auprès de l'ANSM, que soit réalisée une expertise toxicologique minimale.

### Extraits hydroalcooliques de plantes fraiches ou alcoolatures
Un autre procédé, l’extraction, permet l’obtention d’une forme pulvérulente (extrait sec, atomisat), pâteuse (extrait mou) ou liquide (extrait fluide, teinture, teinture-mère) concentrée en principes actifs. Après le broyage de la plante, la poudre obtenue est traitée par un solvant, par simple contact ou par lixiviation. On utilise généralement de l'eau ou un alcool, ou un mélange hydro-alcoolique de titre variable, le plus souvent à chaud. Le solvant est choisi en fonction de la solubilité des principes actifs recherchés. Cette extraction  permet d’isoler tous les actifs et de conserver leur éventuelle synergie d’action. Le liquide (soluté) ainsi obtenu est ensuite filtré afin d’éliminer le résidu insoluble (marc). Puis une phase d'évaporation — généralement sous vide pour éviter une élévation trop forte de la température — élimine tout ou partie du solvant. La forme ainsi obtenue :
- est une forme concentrée en principes actifs ;
- peut être ajustée à une teneur fixe en principe actif (pour assurer une reproductibilité de l'action) ;
- peut être incorporée dans une forme galénique permettant un usage aisé, y compris en ambulatoire (gélules, comprimés, solutions buvables, etc.).

Les plantes utilisées pour ces préparations doivent être de bonne qualité (en général conforme aux standards de la Pharmacopée). L'extraction peut en effet, selon la nature du solvant utilisé, éliminer une partie des contaminants (ex. : pesticide) ou au contraire les concentrer.

Lorsque l'extrait est un extrait hydro-alcoolique de titre élevé, il est généralement nécessaire que la toxicité du « médicament de phytothérapie » qu'il permet d'obtenir soit évaluée avant sa commercialisation.

Pour les plantes ne figurant pas sur la liste de celles qui peuvent conduire à l'élaboration de ces phytomédicaments, les médicaments qui en contiennent des extraits — on n'est plus dans le strict domaine de la phytothérapie — doivent satisfaire aux exigences de l'autorisation de mise sur le marché (AMM) standard obligatoire pour tout médicament ; le cas échéant, ils peuvent être soumis à une contrainte de délivrance, voire de renouvellement (ordonnance médicale).

#### Suspension intégrale de plantes fraiches
La SIPF (suspension intégrale de plantes fraîches) est une forme galénique mise au point dans les années 1980 en même temps que le cryobroyage, ayant la particularité de conserver le totum de la plante. Généralement conçu à partir des plantes issues de l'agriculture biologique, les SIPF sont des solutions de suspension hydro-alcoolique où les plantes sont vivantes.

## Phytothérapie et professionnels de santé
En dehors de l'auto-médication familiale, la phytothérapie est utilisée en médecine sur conseils ou prescriptions de professionnels de santé, diplômés d'état (médecins, pharmaciens, dentistes, sages-femmes, vétérinaires, infirmières, kinésithérapeutes, etc.) ou de formation privée reconnue par l'État (ostéopathes, chiropracteurs) ou non reconnue (naturopathes, herboristes).
La vente de produit de phytothérapie est soumise à la législation des compléments alimentaires.

### Naturelne signifie pas bénéfique
Certaines allégations nutritionnelles et de santé présentent la phytothérapie comme méthode « naturelle » ; cet argument du naturel est souvent de type publicitaire ou d'effet de mode, jouant sur une ambiguïté : naturel égalerait « bénéfique » et « inoffensif » (alors que la nature n'est ni bonne ni mauvaise, la mort, la maladie, les venins ou les toxines étant naturels). 5 % des intoxications seraient dues aux plantes, parfois à des préparations phytothérapiques comme les aconits.
Par ailleurs, la grande majorité des principes actifs contenus dans les médicaments pharmaceutiques sont eux-mêmes directement ou indirectement issus de molécules végétales  « naturelles », mais ayant scientifiquement démontré leur effet quant au coût/bénéfice pour la santé.

### Erreur de fabrication
À titre d'exemple, une préparation pour tisane amaigrissante vendue en pharmacie, composée de plantes issues de la pharmacopée chinoise et associées à des substances de synthèse, a ainsi fait des victimes au début des années 1990 : les médecins fabricants ont commis une erreur de traduction et ont importé malencontreusement une plante de la famille des aristoloches, néphrotoxique et hépatotoxique sans seuil plancher, dont l'association avec les substances de synthèse a entraîné des insuffisances rénales majeures et des cancers chez 110 personnes en Belgique.

### Interaction
La prise simultanée de plantes médicinales et de médicaments peut entraîner l’interaction des deux remèdes et l’apparition d’effets secondaires, parfois graves. Par exemple, le millepertuis (Hypericum perforatum) peut inhiber l’effet de médicaments comme la digoxine, la théophylline, les anticoagulants à base d’anti-vitamine K, des contraceptifs oraux et certains antidépresseurs, ou d'autres moins utilisés comme la ciclosporine, des traitements contre l'infection à VIH (sida) comme l'amprenavir (en) ou l'indinavir, ou certains anticancéreux.
L'administration concomitante d'amprénavir et de ritonavir avec des préparations à base de plantes contenant du millepertuis peut entraîner une diminution de la concentration plasmatique d'amprénavir et de ritonavir. Ceci est dû à l'effet inducteur du millepertuis sur les enzymes intervenant dans le métabolisme des médicaments. Par conséquent, les préparations à base de plantes contenant du millepertuis ne doivent pas être utilisées en association avec Telzir et ritonavir. Chez les patients prenant déjà du millepertuis, les taux d'amprénavir et de ritonavir, et si possible la charge virale, devront être vérifiés, et le traitement par le millepertuis arrêté. Les concentrations d'amprénavir et de ritonavir peuvent augmenter à l'arrêt du millepertuis. L'effet inducteur peut persister au minimum deux semaines après l'arrêt du millepertuis (Telzir).

### Filmographie
- Le Jardin secret des Bushmen, film documentaire sud-africain diffusé en France le 3 octobre 2006 par la chaîne Arte, dans le cadre d'une soirée thématique « Phytothérapie : guérir en douceur ».